# Андерсон, Крис (предприниматель)
Крис Андерсон (англ. Chris Anderson) — куратор ежегодной конференции TED. Родился в Пакистане в 1957 году. Детство провёл в Пакистане, Индии и Афганистане. Среднее образование получил в Англии. В 1978 году окончил Оксфордский университет по специализации «Философия, Политика и Экономика».
Занимался журналистикой, работая, в том числе, на пиратской радиостанции на Сейшелах. В 1985 году на собственные деньги открыл издательство Future Publishing, специализировавшееся на журналах о компьютерах. Впоследствии тематика издаваемых журналов расширилась, включив в себя музыку, видеоигры, IT, дизайн и пр. Переехав в Сан-Франциско в 1994 году, Крис Андерсон продолжил заниматься издательским бизнесом, запустив, в частности, журнал Business 2.0, а также несколько веб-сайтов, включая известный портал для любителей видеоигр IGN.com. Штат сотрудников Future Publishing вырос до 1500 человек, а список издаваемых журналов — до 130. С 1999 года акции компании котируются на Лондонской фондовой бирже.
В 2001 году Крис Андерсон покидает компанию, чтобы посвятить всё своё время конференции TED, которая в том же году была приобретена созданным Крисом некоммерческим фондом The Sapling Foundation. Крис переопределил миссию TED: «Ideas worth spreading» («Идеи, заслуживающие распространения»). С помощью сайта TED.com к видеоматериалам конференции получила доступ широкая аудитория. Кроме того, была учреждена премия TED Prize.
Крис Андерсон проживает в Нью-Йорке. Женат на Жаклин Новогратц, основательнице фонда Acumen Fund.